# IIHF European Champions Cup 2007
La IIHF European Champions Cup 2007 è stata la terza edizione della IIHF European Champions Cup. Si è tenuta a San Pietroburgo presso l'arena Ice Palace, dall'11 gennaio al 14 gennaio 2007. Vi hanno partecipato i campioni nazionali del 2006, delle sei nazioni più forti d'Europa.

## Squadre partecipanti
Al torneo hanno partecipato 6 campioni nazionali divisi in due gironi (Division Hlinka; Division Ragulin)
Division Hlinka
  Ak Bars Kazan’
  Färjestad
   Lugano
Division Ragulin
  HPK
  MsHK Žilina
  Sparta Praga

## Fase a gironi

### Division Hlinka
| P | Squadra        | G | V | P | S | GF | GS | Pt |
| - | -------------- | - | - | - | - | -- | -- | -- |
| 1 | Ak Bars Kazan’ | 2 | 2 | 0 | 0 | 9  | 4  | 6  |
| 2 | Lugano         | 2 | 1 | 0 | 1 | 3  | 3  | 3  |
| 3 | Färjestad      | 2 | 0 | 0 | 2 | 4  | 9  | 0  |

LEGENDA:
G=Giocate, V=Vinte, P=Pareggio, S=Sconfitta, GF=Gol Fatti, GS=Gol Subiti, Pt=Punti
| San Pietroburgo 11 gennaio 2007 | Ak Bars Kazan | 6 – 4 (2-2, 2-1, 2-1) referto | Färjestads BK | Ice Palace (6 400 spett.) |

| San Pietroburgo 12 gennaio 2007 | Färjestads BK | 0 – 3 (0-1, 0-1, 0-1) referto | HC Lugano | Ice Palace (1 300 spett.) |

| San Pietroburgo 13 gennaio 2007 | HC Lugano | 0 – 3 (0-1, 0-1, 0-1) referto | Ak Bars Kazan | Ice Palace (11 200 spett.) |

### Division Ragulin
| P | Squadra      | G | V | P | S | GF | GS | Pt |
| - | ------------ | - | - | - | - | -- | -- | -- |
| 1 | HPK          | 2 | 2 | 0 | 0 | 10 | 7  | 6  |
| 2 | MsHK Žilina  | 2 | 1 | 0 | 1 | 4  | 9  | 3  |
| 3 | Sparta Praga | 2 | 0 | 0 | 2 | 4  | 7  | 0  |

LEGENDA:
G=Giocate, V=Vinte, P=Pareggio, S=Sconfitta, GF=Gol Fatti, GS=Gol Subiti, Pt=Punti
| San Pietroburgo 11 gennaio 2007 | HPK | 7 – 0 (2-0, 3-0, 2-0) referto | MsHK Žilina | Ice Palace (1 100 spett.) |

| San Pietroburgo 12 gennaio 2007 | MsHK Žilina | 4 – 2 (0-1, 2-1, 2-0) referto | Sparta Praga | Ice Palace (900 spett.) |

| San Pietroburgo 13 gennaio 2007 | Sparta Praga | 2 – 3 (1-1, 1-2, 0-0) referto | HPK | Ice Palace (4 200 spett.) |

## Finale Silver Stone Trophy
| San Pietroburgo 14 gennaio 2007 | HPK       | 0 – 6 (0-3, 0-0, 0-3) referto                                                                                        | Ak Bars Kazan | Ice Palace (11 700 spett.) |
| \| \| \| \| \| \| Marcatori \| 08:21 (PP) S. Zinoviev 11:49 D. Zaripov 14:39 A. Morozov 44:17 I. Nikulin 47:22 (PP) A. Pervyshin 49:01 I. Schadilov \| |           | |               |                            |
| |           | |               |                            |
| | Marcatori | 08:21 (PP) S. Zinoviev 11:49 D. Zaripov 14:39 A. Morozov 44:17 I. Nikulin 47:22 (PP) A. Pervyshin 49:01 I. Schadilov |               |                            |

LEGENDA:
PP = Goal in superiorità numerica; SH = Goal in inferiorità numerica

## Statistiche

### Miglior Marcatore
| Giocatore         | Squadra | P | G | A | Pts | +/- | PIM |
| ----------------- | ------- | - | - | - | --- | --- | --- |
| Alexei Morozov    | Kazan   | 3 | 2 | 8 | 10  | +7  | 0   |
| Serguei Zinoviev  | Kazan   | 3 | 4 | 2 | 6   | +7  | 2   |
| Danis Zaripov     | Kazan   | 3 | 3 | 3 | 6   | +7  | 6   |
| Ville Leino       | HPK     | 3 | 1 | 4 | 5   | +4  | 0   |
| Vitali Prochkin   | Kazan   | 3 | 1 | 3 | 4   | +7  | 14  |
| Toni Mäkiaho      | HPK     | 3 | 3 | 0 | 3   | -1  | 0   |
| Ilya Nikulin      | Kazan   | 3 | 3 | 0 | 3   | +2  | 4   |
| Joonas Vihko      | HPK     | 3 | 3 | 0 | 3   | +4  | 0   |
| Jani Keinänen     | HPK     | 3 | 0 | 3 | 3   | +2  | 12  |
| Vladimir Vorobiov | Kazan   | 3 | 0 | 3 | 3   | +1  | 0   |

LEGENDA:
PG= Partite Giocate, G= Goal, A= Assist, Pts=Punti, PMI=Penalità in Minuti

### Classifica Portiere
| Giocatore         | Squadra    | PG | Min    | GA | SO | SV%    | GAA  |
| ----------------- | ---------- | -- | ------ | -- | -- | ------ | ---- |
| Mika Noronen      | Kazan      | 3  | 125:48 | 0  | 2  | 100,00 | 0,00 |
| Imrich Petrík     | Žilina     | 1  | 60:00  | 2  | 0  | 96,15  | 2,00 |
| Dušan Salfický    | Prague     | 1  | 58:33  | 3  | 0  | 94,00  | 3,07 |
| Simon Zuger       | Lugano     | 2  | 119:58 | 3  | 1  | 93,88  | 1,50 |
| Daniel Henriksson | Färjestads | 1  | 58:57  | 3  | 0  | 90,32  | 3,05 |

LEGENDA:
PG= Partite giocate, Min= Minuti giocati, GA= goal subiti, GAA= Media di goal subiti, SO= Shutout, SV%=Percentuale di parata

## Premi

### Migliori giocatori del torneo[1]
| Premio              |                      | Giocatore      | Squadra       |
| ------------------- | -------------------- | -------------- | ------------- |
| MVP del torneo:     | Russia (bandiera)    | Alexei Morozov | Ak Bars Kazan |
| Miglior Portiere:   | Finlandia (bandiera) | Mika Noronen   | Ak Bars Kazan |
| Miglior Difensore:  | Svezia (bandiera)    | Dick Tärnström | HC Lugano     |
| Miglior Attaccante: | Russia (bandiera)    | Alexei Morozov | Ak Bars Kazan |

### All-Stars Team[2]
| Portiere: | Mika Noronen (Bars Kazan)                                                               |
| Difesa:   | Vitali Prochkin (Bars Kazan) – Ilya Nikulin (Bars Kazan)                                |
| Attacco:  | Alexei Morozov (Bars Kazan) – Sergei Zinoviev (Bars Kazan) – Danis Zaripov (Bars Kazan) |

## Vincitori
| Campioni d'Europa Vincitori del Silver Stone Trophy Ak Bars Kazan | Portieri: Alexander Eremenko, Mika Noronen Difensori: Vyacheslav Buravchikov, Ray Giroux, Dinar Khafizullin, Ilya Nikulin, Jan Novak, Andrei Pervyshin, Vitali Proshkin, Gennady Razin, Evgeny Ryasensky, Igor Schadilov, Mikhail Tyulyapkin, Andrei Zubarev Attaccanti: Alexei Badyukov, Aleksandr Golovin, Dmitri Kazionov, Enver Lisin, Andri Mikhnov, Alexei Morozov, Igor Musatov, Dmitri Obukhov, Kirill Petrov, Aleksandr Stepanov, Alexei Tereschenko, Vladimir Vorobiev, Mikhail Yunkov, Danis Zaripov, Mikhail Zhukov, Sergei Zinoviev Allenatore: Zinetula Biliyaletdinov |

## NOTE
1. ↑   BEST PLAYERS SELECTED BY THE DIRECTORATE (PDF), su iihf.com, www.iihf.com. URL consultato il 6 settembre 2010.
2. ↑   MEDIA ALL STARS (PDF), su iihf.com, www.iihf.com. URL consultato il 6 settembre 2010.